# ويليام إنج
ويليام إنج (بالإنجليزية: William Inge)‏‏ (3 مايو 1913 في كانساس - 10 يونيو 1973 في هوليوود) كاتب مسرحي، وروائي، وكاتب سيناريو، وكاتب من الولايات المتحدة.

## الجوائز
- جائزة بوليتزر عن فئة الدراما
- جائزة الأوسكار لأفضل كتابة "سيناريو أصلي"

## روابط خارجية
- ويليام إنج على موقع IMDb (الإنجليزية)
- ويليام إنج على موقع الموسوعة البريطانية (الإنجليزية)
- ويليام إنج على موقع ألو سيني (الفرنسية)
- ويليام إنج على موقع ميوزك برينز (الإنجليزية)
- ويليام إنج على موقع أول موفي (الإنجليزية)
- ويليام إنج على موقع قاعدة بيانات برودواي على الإنترنت (الإنجليزية)
- ويليام إنج على موقع قاعدة بيانات برودواي على الإنترنت (الإنجليزية)
- ويليام إنج على موقع قاعدة بيانات الأفلام السويدية (السويدية)
- ويليام إنج على موقع إن إن دي بي (الإنجليزية)
- ويليام إنج على موقع قاعدة بيانات الفيلم (الإنجليزية)